# اتحاد لاوس لكرة القدم
تأسس اتحاد لاوس لكرة القدم في عام 1951م وانضم إلى الاتحاد الدولي لكرة القدم في 1952م ثم انضم إلى الاتحاد الآسيوي لكرة القدم في 1980م.